# Hidemaro Watanabe
Hidemaro Watanabe (24. september 1924 - 12. oktober 2011) var en japansk fodboldspiller.

## Japans fodboldlandshold
| Japans landshold | Japans landshold | Japans landshold |
| År               | Kmp              | Mål              |
| ---------------- | ---------------- | ---------------- |
| 1954             | 2                | 0                |
| Total            | 2                | 0                |